# Offensive de Pskov-Ostrov
Front de l'Est de la Seconde Guerre mondiale
Batailles
Front de l’Est

Prémices :
- Campagne de Pologne
- Guerre d’Hiver

Guerre germano-soviétique :
- 1941 : L'invasion de l'URSS

- Opération Barbarossa

Front nord : 
- Guerre de Continuation
- Opération Silberfuchs
- Siège de Léningrad

Front central : 
- 2e bataille de Brest-Litovsk
- Bataille de Białystok–Minsk
- 1re bataille de Smolensk
- Bataille de Kiev

Front sud : 
- Siège d'Odessa
- Campagne de Crimée

- 1941-1942 : La contre-offensive soviétique

Front nord : 
- Poche de Demiansk
- Poche de Kholm

Front central : 
- Bataille de Moscou

Front sud : 
- Seconde bataille de Kharkov

- 1942-1943 : De Fall Blau à 3e Kharkov

Front nord : 
- Offensive de Siniavino
- Opération Iskra
- Bataille de Krasny Bor
- Opération Poliarnaïa Zvezda

Front central : 
- Opération Mars

Front sud : 
- Bataille du Caucase (opération Fall Blau)
- Bataille de Stalingrad
- Opération Uranus
- Opération Saturne
- Offensive d'Ostrogojsk-Rossoch
- Offensive de Voronej-Kastornoe
- Opération Gallop
- Opération Étoile
- Troisième bataille de Kharkov

- 1943-1944 : Libération de l'Ukraine et de la Biélorussie

Front central : 
- 2e bataille de Smolensk
- Opération Bagration

Front sud : 
- Bataille de Koursk
- Bataille du Dniepr
- Offensive Dniepr-Carpates
- Offensive de Crimée
- Offensive de Lvov-Sandomir

- 1944-1945 : Campagnes d'Europe centrale et d'Allemagne

Allemagne : 
- Offensive Vistule-Oder
- Offensive de Poméranie orientale
- Siège de Breslau
- Offensive de Prusse-Orientale
- Bataille de Königsberg
- Bataille de Seelow
- Bataille de Bautzen
- Bataille de Berlin
- Capitulation allemande

Front nord et Finlande : 
- Guerre de Laponie
- Offensive Leningrad-Novgorod
- Bataille de Narva

Europe orientale : 
- Opération Margarethe
- Insurrection de Varsovie
- Soulèvement national slovaque
- Opération Panzerfaust
- Bataille de Budapest
- Opération Frühlingserwachen
- Offensive de Vienne
- Insurrection de Prague
- Offensive de Prague
- Bataille de Slivice

Front d’Europe de l’Ouest

Campagnes d'Afrique, du Moyen-Orient et de Méditerranée

Bataille de l’Atlantique

Guerre du Pacifique

Guerre sino-japonaise

Théâtre américain
L'offensive Pskov-Ostrov est une opération ayant opposée du 11 au 31 juillet 1944 les troupes soviétiques du 3e front balte à une partie des forces de la 18e armée allemande. Cette opération a pour objectif de percer les défenses ennemies bien préparées (ligne Panther), tout en libérant les villes de Pskov et d'Ostrov et en développant une importante percée dans les États baltes.
À la suite de l'opération, les troupes soviétiques ont accompli leurs objectifs et ont contribué de manière significative aux offensives des 2e fronts balte et de Léningrad.

## Ordre de bataille

### URSS
3e front balte du colonel général Ivan Maslennikov, chef d'état-major, lieutenant-général Vladimir Vachkevitch (ru) :
- 42e armée, lieutenant général Vladimir Sviridov (en)
- 67e armée, lieutenant général Vladimir Romanovski
- 54e armée, lieutenant général Sergueï Roguinski (ru)
- 1re armée de choc, lieutenant général Nikanor Zakhvataïev
- 15e armée aérienne (en), lieutenant général de l'aviation Nikolaï Naumenko (en)

### Allemagne
Groupe d'armées Nord, colonel général Johannes Frießner ; à partir du 23 juillet, colonel général Ferdinand Schörner :
- 18e armée, général Herbert Loch : 28e, 38e, 50e corps d'armée
- 1re flotte aérienne, général Johann Pflugbeil

#### Documentation
- (ru) Русский архив: Великая Отечественная. Ставка ВГК. Документы и материалы. 1944—1945.. — М.: Терра, 1999. — Т. 16 (5–4). — 368 с. —  (ISBN 5-300-01162-2).

#### Mémoires
- (ru) Штеменко С.М. [militera.lib.ru/memo/russian/shtemenko/index.html Генеральный штаб в годы войны]. — М.: Воениздат, 1989.
- (ru) Фриснер Г. [militera.lib.ru/memo/german/friessner/index.html Проигранные сражения]. — М.: Воениздат, 1966.
- (ru) Жаркой Ф. М.Танковый марш. Изд. 4-е: МВАА. — СПб., 2015.
- (ru) Рудаков М. В. На Псковском направлении. // Военно-исторический журнал. — 1971. — № 6. — С.73-82.

#### Recherches historiques
- (ru) Шигин Г. А. Битва за Ленинград: крупные операции, «белые пятна», потери / Под ред. Н. Л. Волковского. — СПб.: Полигон, 2004. — 320 с. —  (ISBN 5-17-024092-9).
- (ru) Никитинский И., Вроневский С. Псковско-Островская операция. // Военно-исторический журнал. — 1974. — № 10. — С.34-42.